# 軟體同行評審
軟體開發裡的同行評審是評審工作產品（文件、程式碼等）的過程，是由作者的同事來進行評審，屬於軟體審查之一，其目的是要評估工作產品的技術內容以及品質。

## 目的
依照能力成熟度模型（CMM）所述，軟體同行評審的目的是提供「有紀律的工程實踐，在軟體製品中偵測並修正錯誤，並且避免這些疏漏進入實務產品的運作」。
若是配合软件开发过程活動進行，軟體同行評審可以識別一些在產品生命週期初期即可修正的問題。也就是說，若是在需求分析活動時就識別到需求的問題，其修正成本會比在軟體架構或是軟體測試活動時才修正要來的低。
美國軟體品質實驗評估同行評審的有效性，發現「花時間軟體檢查的回報很大，將成本減到原來的四分之一。」換句話說，若之後才識別問題並且修正問題，所花的時間會是此方式的四倍。

## 和其他軟體審查的差異
同行評審和軟體管理審查不同，後者由管理者進行，而且是為了管理以及控管的考量，不是為了技術上的評估。同行評審也和軟體稽核審查不同，後者是由專案外的成員進行，評估是否符合規格、標準、合約協議等。

## 審查流程
同行評審有許多不同的形式，有可能是非正式的活動，或是類似Walkthrough、技術同行評審或軟體檢查的作法。針對後面三種，IEEE有定義正式的結構、角色以及流程。
一般來說，主管不會參與軟體同行評審，除非主管本身有相關的技術經驗，或者要評審的就是管理層級的文件，主管才會參與。
正式同行評審的程序（像是軟體檢查）會定義參與者特定的角色，進入評審及離開評審的品質準則，在同行評審程序中要確認的軟體度量。

## 開源評審
在自由软件社群中，在電腦軟體的發展及演進中，也有進行同行評審。此處的評審就像林纳斯定律所述的：「足夠多的眼睛，就可讓所有問題浮現」，也就是說「若有夠多的評審者，所有問題都很容易解決。」。埃里克·雷蒙所寫有關軟體開發同行評審的文章，很有影響力。